# Iglesia de la Asunción (Melgar de Fernamental)
La iglesia de la Asunción de Melgar de Fernamental (Provincia de Burgos, España) es un templo de grandes proporciones, construido en una conjunción de dos modelos distintos, a saber: comenzada en el siglo XIV según un modelo de planta de cruz latina, a imitación de la planta de la catedral de Burgos, continuada y terminada en el siglo XV, y posteriormente reconstruida en gran parte a mediados del siglo XVI por su estado ruinoso, cambiando el modelo de planta de cruz latina al modelo de planta de salón, dando como resultado un amplísimo espacio interior. 
Las grandes reformas hechas a mediados del siglo XVI fueron comenzadas por el maestro de cantería Juan de Escarza, arquitecto que seguramente provenía de La Rioja o el País Vasco; una vez fallecido este cantero, el cabildo hizo un nuevo contrato en 1587 con Pedro de Escarza, hijo del anterior maestro de cantería y con Pedro de la Torre Bueras, cantero de Trasmiera (Cantabria). Ambos maestros continuaron las obras hasta ya entrado el siglo XVII. 
Con un retablo mayor austero y elegante, se le puede inscribir dentro de un estilo romanista de última hora con predominio de la gran arquitectura y con algún aditamento ya barroco, construido a mediados del siglo XVII por el retablista y ensamblador Gabriel González de la Torre y los escultores Juan de los Helgueros y Juan de Pobes, siendo finalizado en 1677; de su dorado se encargó Alonso Álvarez Ruyales a finales del mismo siglo. 
La torre, de gran porte, fue construida a mediados del siglo XVIII por Juan de Sagarvinaga dentro de un estilo neoclásico que toma modelos de Juan de Herrera. Varios altares laterales. Coro barroco de nogal y un excelente órgano de finales del siglo XIX, instalado en la caja del antiguo órgano barroco que construyó Betolaza, siglo XVIII (que también construyó el de El Burgo de Osma-Ciudad de Osma).